# Nauruanska
Nauruanska (dorerin Naoero) är ett austronesiskt språk som talas i östaten Nauru. Ungefär 9 300 människor talar nauruanska i Nauru. Ytterligare finns det cirka 1 000 talare  utomlands. Nästan alla öns övriga invånare talar engelska.

## Alfabet
Nauruanska skrivs med latinska alfabetet. Från början användes endast 17 bokstäver; fem vokaler: a, e, i, o, u, och tolv konsonanter: b, d, g, j, k, m, n, p, q, r, t, w. 1938 reformerades språket och nu används 28 bokstäver.

## Vokabulär
Exempel på vokabulär.
| Nauruanska    | Svenska | Not             |
| ------------- | ------- | --------------- |
| anubumin      | natt    |                 |
| aran          | dag     |                 |
| ebok          | vatten  |                 |
| gott          | gud     | Tyskt lånord    |
| ianweron      | himlen  |                 |
| iao           | ljus    |                 |
| iow           | fred    |                 |
| itur          | mörker  |                 |
| orig          | börja   | Latinskt lånord |
| tarawong (ka) | hej då  |                 |